# 沼田邦光
沼田 邦光（ぬまた くにみつ、1982年1月23日 - ）は、日本のラグビー選手。

## プロフィール
- 神奈川県出身[1]。
- ポジションはウィング(WTB)、フルバック(FB)。
- 身長 174cm、体重 88kg

## 略歴
2000年、向上高校卒業後、東海大学に入る。なお向上高校時代は花園とは無縁だった。
2004年、東海大学卒業後、ワールドファイティングブルに加入。5シーズンプレーした。
2004年12月4日に行われたトップリーグ第8節のサントリーサンゴリアス戦に先発出場で公式戦初出場を果たした。
2009年、NTTドコモレッドハリケーンズに加入。4シーズンプレーし、2010年にはチームの初となるトップリーグへの昇格に貢献した。
2013年、釜石シーウェイブスに加入。
2015年、トップリーグ入れ替え戦でクボタスピアーズを相手に唯一のトライを挙げた。
2017年、釜石シーウェイブスを退団した。